# Aklejsläktet
Aklejsläktet (Aquilegia) är ett växtsläkte i familjen ranunkelväxter. Det finns omkring 70 till 80 arter i släktet och de är alla perenna växter som ursprungligen växer på ängar, i lundar och i bergstrakter på norra halvklotet. Flera arter är vanliga trädgårdsväxter, bland annat i Sverige.
De är fleråriga, vanligen kala örter med upprätta, greniga stjälkar. Bladen är strödda, två eller tre gånger pardelade, med rundade småblad som har naggad kant, de nedre bladen är långskaftade. Stipler saknas. Blommor sitter ensamma eller i knippen och är vanligen nickande. Hyllebladen är 10, kronbladslika, vanligen blå till rosa vita, gula eller röda, de fem inre hyllebladen har korta, krökta sporrar. Ståndarna är talrika, de inre är sterila. Frukten består av vanligen fem mångfröiga baljkapslar. Fröna är blanka.

## Bildgalleri

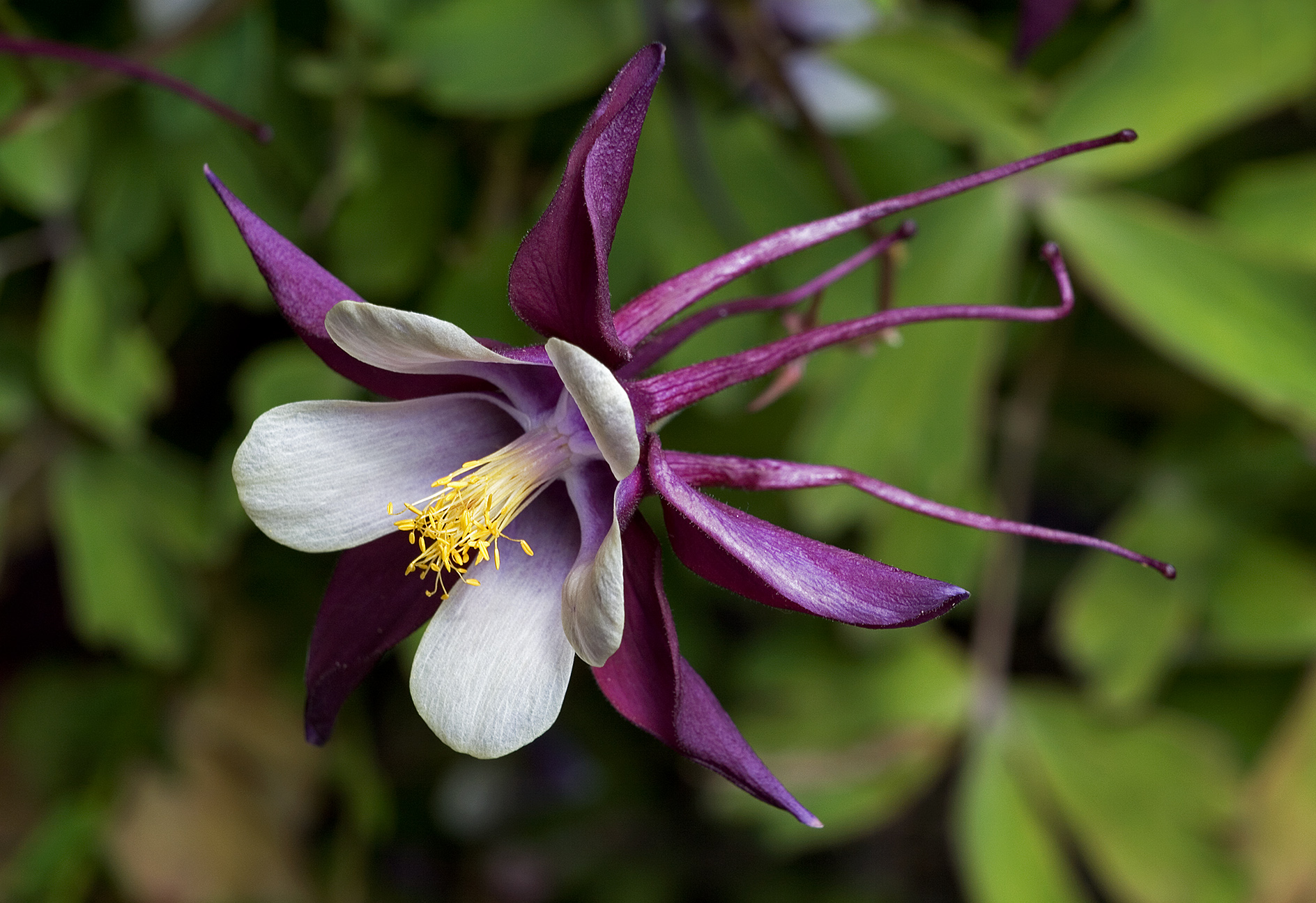
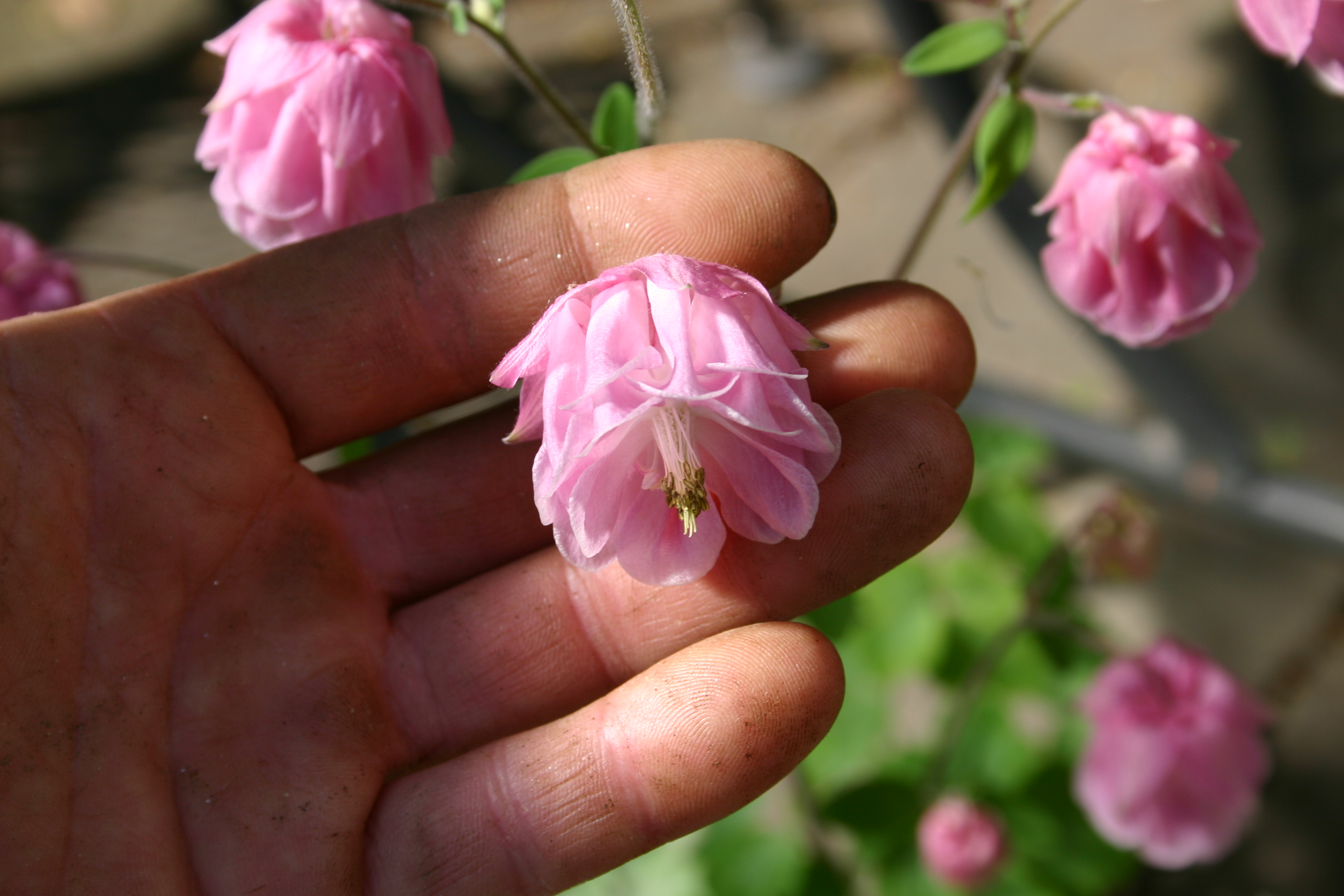
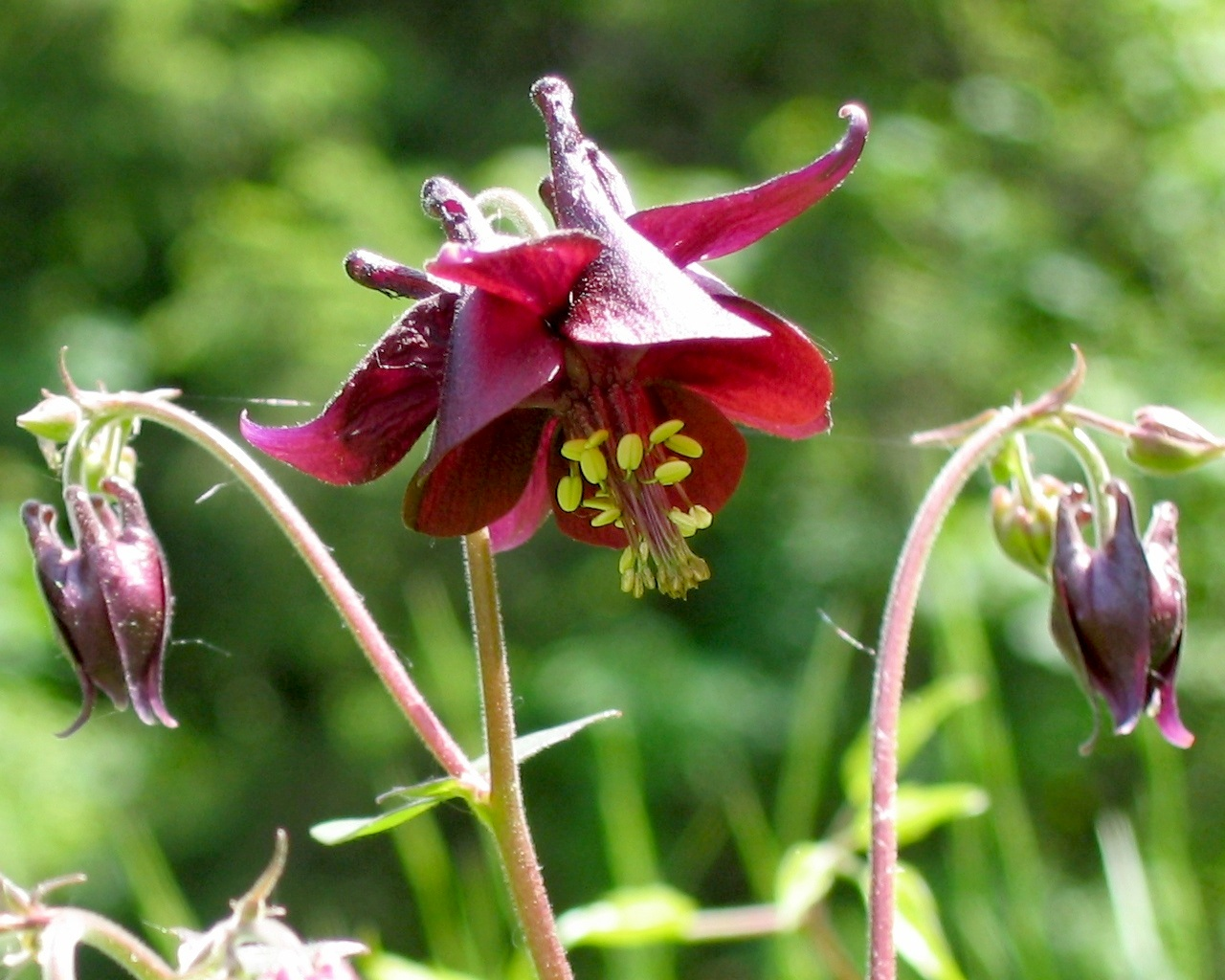
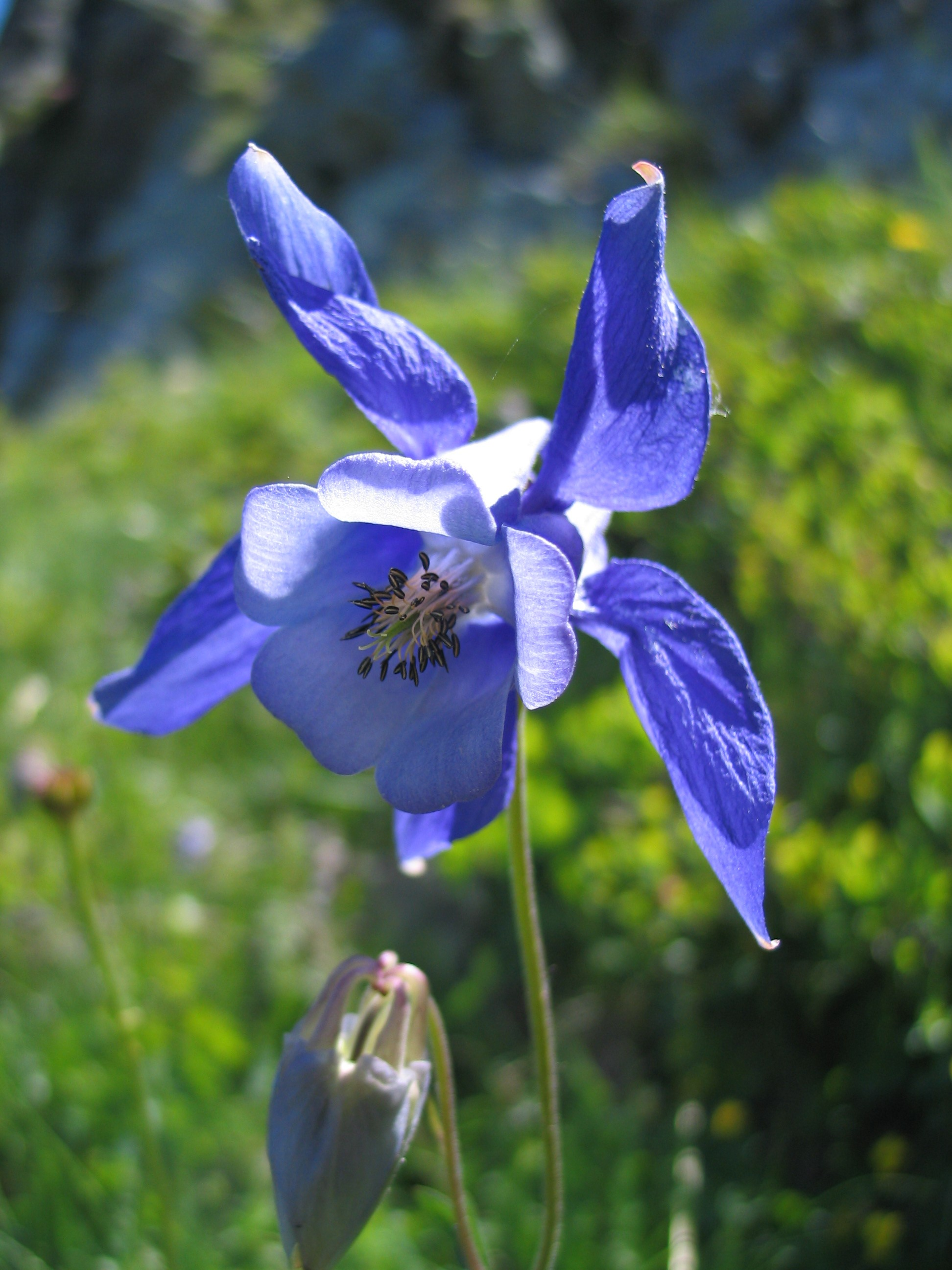
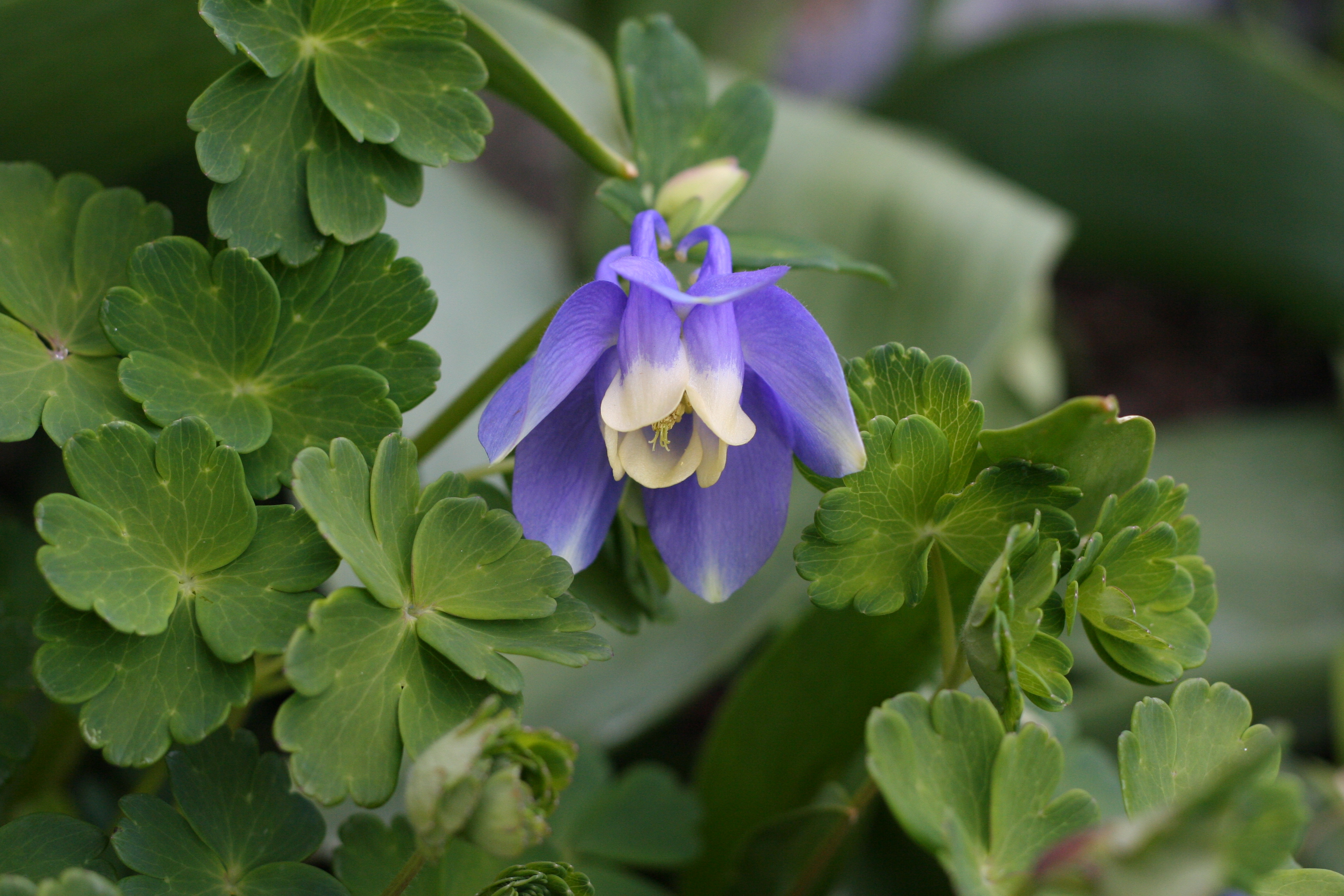
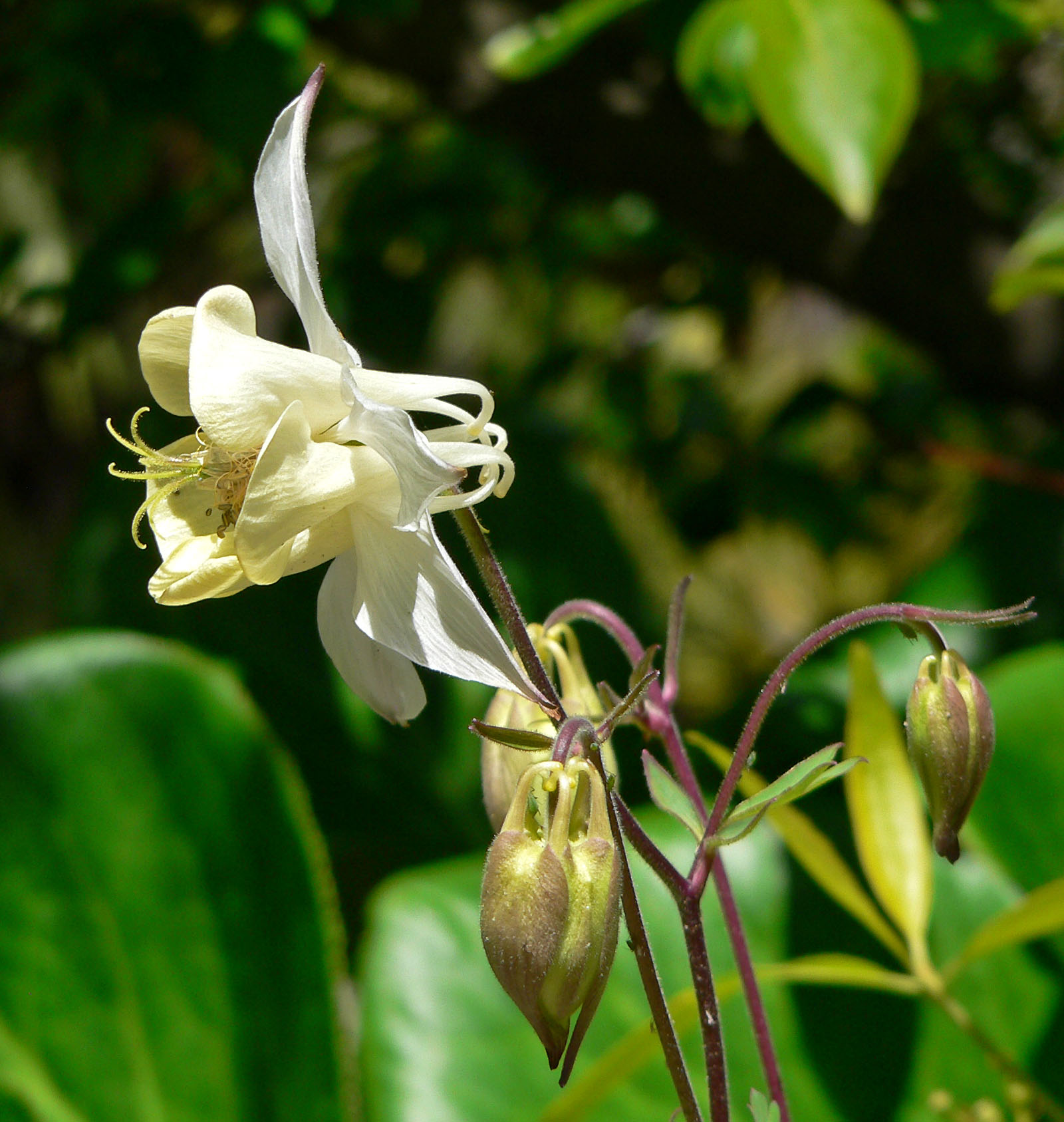

## Dottertaxa till Aklejor, i alfabetisk ordning[1]
- Aquilegia alpina
- Aquilegia amurensis
- Aquilegia aradanica
- Aquilegia aragonensis
- Aquilegia atrata
- Aquilegia atrovinosa
- Aquilegia atwoodii
- Aquilegia aurea
- Aquilegia baluchistanica
- Aquilegia barbaricina
- Aquilegia barnebyi
- Aquilegia bernardii
- Aquilegia bertolonii
- Aquilegia blecicii
- Aquilegia borodinii
- Aquilegia brevicalcarata
- Aquilegia brevistyla
- Aquilegia buergeriana
- Aquilegia canadensis
- Aquilegia champagnatii
- Aquilegia chitralensis
- Aquilegia chrysantha
- Aquilegia coelestis
- Aquilegia coerulea
- Aquilegia colchica
- Aquilegia cottia
- Aquilegia cremnophila
- Aquilegia cymosa
- Aquilegia desertorum
- Aquilegia desolaticola
- Aquilegia dinarica
- Aquilegia dumeticola
- Aquilegia ecalcarata
- Aquilegia einseleana
- Aquilegia elegantula
- Aquilegia euchroma
- Aquilegia eximia
- Aquilegia flabellata
- Aquilegia flavescens
- Aquilegia formosa
- Aquilegia fragrans
- Aquilegia ganboldii
- Aquilegia gegica
- Aquilegia glandulosa
- Aquilegia gracillima
- Aquilegia grata
- Aquilegia gubanovii
- Aquilegia holmgrenii
- Aquilegia incurvata
- Aquilegia iulia
- Aquilegia japonica
- Aquilegia jonesii
- Aquilegia karatavica
- Aquilegia karelinii
- Aquilegia kitaibelii
- Aquilegia kozakii
- Aquilegia kubanica
- Aquilegia kurramensis
- Aquilegia lactiflora
- Aquilegia laramiensis
- Aquilegia litardierei
- Aquilegia longissima
- Aquilegia lucensis
- Aquilegia magellensis
- Aquilegia maimanica
- Aquilegia marcelliana
- Aquilegia maruyamana
- Aquilegia micrantha
- Aquilegia microcentra
- Aquilegia microphylla
- Aquilegia moorcroftiana
- Aquilegia nigricans
- Aquilegia nivalis
- Aquilegia nugorensis
- Aquilegia nuragica
- Aquilegia ochotensis
- Aquilegia oenipontana
- Aquilegia olympica
- Aquilegia ophiolithica
- Aquilegia ottonis
- Aquilegia oxysepala
- Aquilegia pancicii
- Aquilegia parviflora
- Aquilegia pubescens
- Aquilegia pubiflora
- Aquilegia pyrenaica
- Aquilegia rockii
- Aquilegia saximontana
- Aquilegia scopulorum
- Aquilegia sibirica
- Aquilegia sicula
- Aquilegia skinneri
- Aquilegia synakensis
- Aquilegia thalictrifolia
- Aquilegia tianschanica
- Aquilegia transsilvanica
- Aquilegia triternata
- Aquilegia turczaninovii
- Aquilegia tuvinica
- Aquilegia vestinae
- Aquilegia vicaria
- Aquilegia viridiflora
- Aquilegia viscosa
- Aquilegia vitalii
- Aquilegia vulgaris
- Aquilegia yabeana